# Il grande dittatore
Il grande dittatore (The Great Dictator) è un film statunitense del 1940 scritto, diretto, musicato, prodotto e interpretato da Charlie Chaplin.
Rappresenta una forte parodia satirica del nazismo e prende di mira direttamente Adolf Hitler e il suo movimento, contemporanei al film. In Italia il film fu distribuito nel 1946 col titolo Il dittatore, poi cambiato ne Il grande dittatore a partire dalla riedizione del 1960. La lavorazione del film è stata narrata nel documentario Il vagabondo e il dittatore del 2002 diretto da Kevin Brownlow e Michael Loft.
Nel 1941 ottenne cinque candidature al premio Oscar, inclusi miglior film e miglior attore allo stesso Chaplin. Film più costoso e di maggiore successo di Chaplin, è considerato uno dei suoi capolavori e uno dei più celebri della storia del cinema. Nel 1997 è stato scelto per la conservazione nel National Film Registry della Biblioteca del Congresso degli Stati Uniti. Nel 2000 l'American Film Institute lo ha inserito al trentasettesimo posto nella classifica delle cento migliori commedie americane di tutti i tempi. È il primo film sonoro del regista britannico.

## Trama

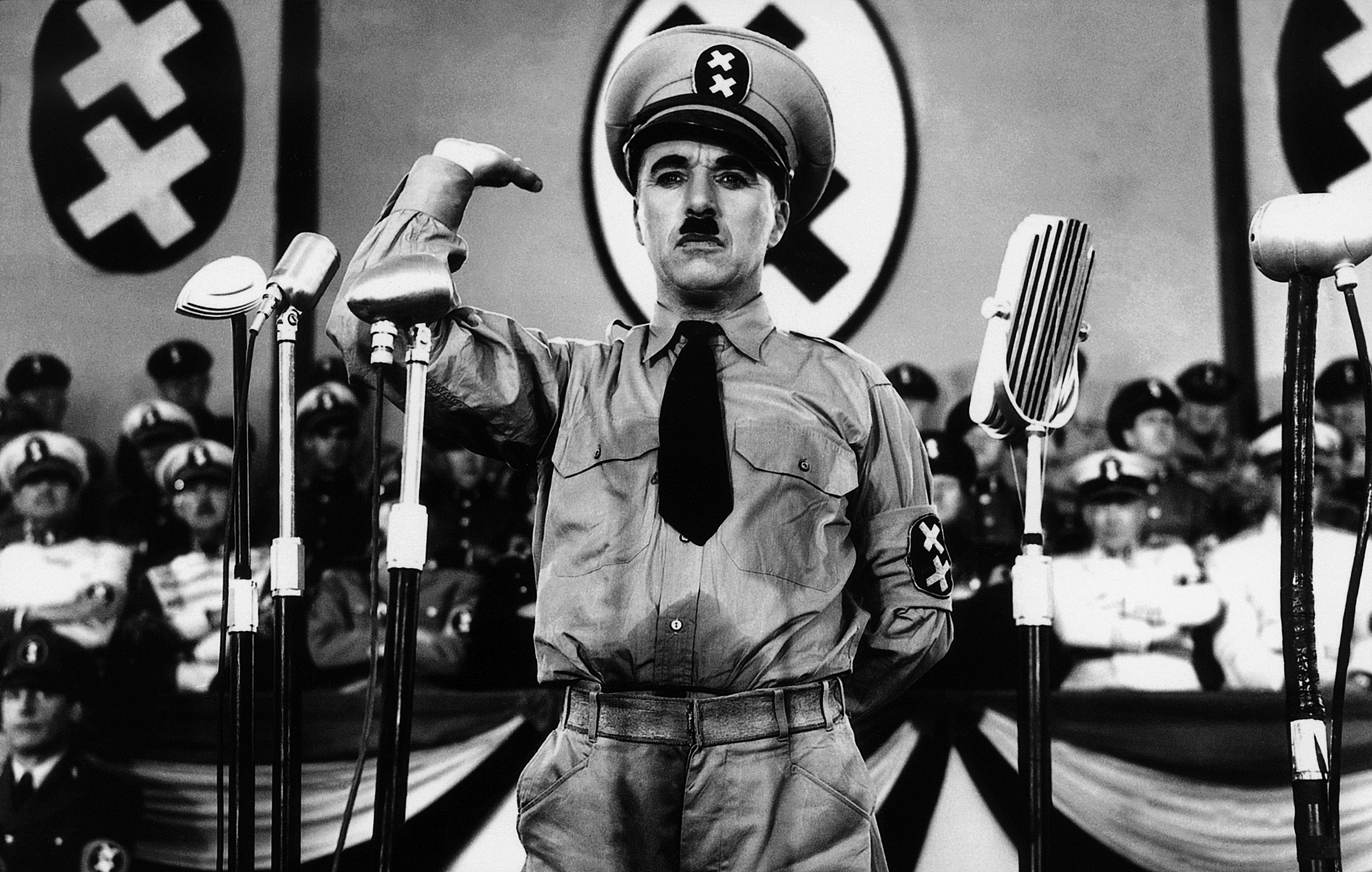
Charlie Chaplin nei panni di Adenoid Hynkel

Durante una battaglia della prima guerra mondiale, un barbiere ebreo, che combatte nell'esercito della Tomania come addetto al funzionamento della grande Berta, un enorme cannone della XXI divisione artiglieria, si rende protagonista di un'azione eroica nella quale, a bordo di un aereo, salva la vita dell'ufficiale Schultz, ma nello schianto del velivolo il barbiere perde la memoria.
Dopo molti anni passati all'ospedale, egli se ne allontana e fa ritorno alla sua bottega nel ghetto ebraico, sorprendendosi dell'atteggiamento dei militari che imbrattano i vetri del suo negozio con la scritta dispregiativa "jew". Il barbiere reagisce al sopruso, in contrasto con la remissione degli altri abitanti del quartiere, suscitando le simpatie di Hannah, giovane e bella figlia del ghetto, anch'ella insofferente alle angherie e alle miserabili condizioni di vita alle quali il dittatore della Tomania Adenoid Hynkel e i suoi scagnozzi la costringono da tempo. La rappresaglia dei militari alla reazione del barbiere prevederebbe l'impiccagione dell'uomo ad un lampione, ma a scongiurarla interviene il comandante Schultz, che riconosce in lui il soldato che tanti anni prima gli aveva salvato la vita.
La protezione di Schultz e la sospensione delle persecuzioni per favorire la richiesta inoltrata da Hynkel ad un banchiere ebreo allo scopo di finanziare la sua campagna di aggressione al mondo, in particolare la conquista di un paese vicino, l'Ostria, sono causa di una temporanea pace nel ghetto e favoriscono lo svilupparsi della simpatia tra il barbiere e Hannah in un sentimento più profondo. La gioia della serenità riconquistata tuttavia ha vita breve, perché la negazione del finanziamento farà riprendere le persecuzioni più violente di prima.
Il rifiuto di Schultz di riprendere le persecuzioni gli costa la prigionia nel campo di concentramento, dal quale riesce però a sfuggire per rifugiarsi nel ghetto. Qui cospira con gli abitanti per eliminare il malvagio dittatore e anche il barbiere partecipa all'intrigo, per quanto sia un po' riluttante di fronte all'eroismo invocato da Schultz, ma infine vengono tutti dissuasi da Hannah. Il giorno seguente le truppe di Hynkel perquisiscono il ghetto e Schultz e il barbiere vengono catturati e confinati in un campo di concentramento.

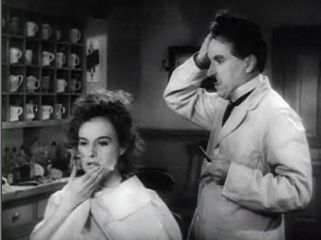
Il barbiere con Hannah

Il progetto di invasione di Hynkel necessita della collaborazione del vicino dittatore di Batalia, Bonito Napoloni, che ha schierato il suo esercito ai confini dell'Ostria. Hynkel lo invita in una visita di stato nella sua residenza, dove si assisterà ad una guerra tra i due nel tentativo di entrambi di soggiogare psicologicamente l'altro, ma la sfida si risolve in un nulla di fatto e nell'accordo sull'Ostria.
Il piano di Garbitsch per la conquista prevede che Hynkel si travesta da cacciatore di anatre e spari da una barca su un lago un colpo di fucile in qualità di segnale. Il colpo parte, l'invasione dell'Ostria è compiuta e Hannah e quanti con lei vi avevano trovato riparo si ritrovano nuovamente oppressi dagli stessi aguzzini che avevano lasciato in Tomania. Il dittatore però è caduto in acqua e, risalito a riva, senza l'uniforme militare e per la straordinaria somiglianza, viene scambiato dai suoi militari per il barbiere ebreo ed arrestato; questi infatti era evaso dal campo di concentramento poco tempo prima con Schultz, rubando delle uniformi militari per travesrirsi ed era pertanto ricercato.
Al sicuro insieme al barbiere, Schultz si prodiga affinché questi venga ritenuto essere Hynkel e che entrambi possano avere salva la vita; il barbiere quindi, in perfetta uniforme da condottiero, viene portato in trionfo alla capitale dell'Ostria, dove dovrà tenere il suo primo discorso davanti al suo popolo. Tuttavia di fronte al pubblico, il barbiere ebreo lancerà al mondo e alla sua Hannah una proclamazione di amore, libertà, uguaglianza e solidarietà tra gli uomini, incoraggiando i soldati a combattere per la libertà e unire il popolo in nome della democrazia.

## Personaggi
(George Orwell)

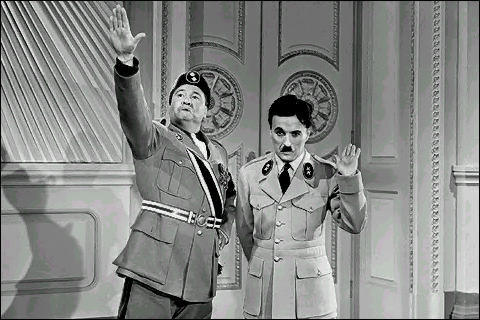
I dittatori Bonito Napoloni (Jack Oakie) ed Adenoid Hynkel (Charlie Chaplin)

I personaggi e alcuni luoghi del film (a parte il barbiere ebreo, Schultz e Hannah) sono evidenti caricature dei personaggi reali, così come alcuni nomi che compaiono:
- Adenoyd Hynkel (Astolf Hynkel nel doppiaggio del 1988), il fui (führer nella versione originale) della Tomania (o Toimania) - Adolf Hitler, dittatore della Germania
- Bonito Napoloni (Benzino Napaloni), duce di Batalia (Bacteria) - Benito Mussolini, duce d'Italia
- Garbitsch - Joseph Goebbels
- Herring - Hermann Göring
- Segretaria di Hynkel - Eva Braun
- Signora Napoloni - Rachele Guidi
- Ostria (Osterlich) - Austria

## Produzione
Il 12 novembre 1938, due giorni dopo la notte dei cristalli, Charlie Chaplin depositò la prima sceneggiatura del suo film presso la Library of Congress. Il titolo provvisorio era The Dictator e Chaplin vi stava lavorando già da due anni. Nella sceneggiatura erano presenti eventi realmente accaduti e oggetto di parodia come la visita di Mussolini in Germania e l'annessione dell'Austria alla Germania.
Il 3 settembre 1939 furono distribuite le copie della sceneggiatura; nello stesso giorno il Regno Unito dichiarò guerra alla Germania. La settimana successiva cominciarono in gran segreto le riprese del film.
Chaplin sapeva che la maggior parte dei mercati europei avrebbe rifiutato di distribuire la pellicola, come infatti avvenne. Malgrado ciò fece di The Great Dictator il suo film più costoso, grazie a un uso monumentale di comparse e per la ricchezza delle scene e dei costumi, oltre che per la qualità del sonoro, esponendosi al rischio di un fiasco commerciale da due milioni di dollari. L'attore-regista era inoltre consapevole che il suo personaggio più celebre, Charlot, sarebbe potuto di fatto "morire" una volta che avesse parlato, ma era fortemente motivato a non tacere in quel momento così cruciale della storia. Sebbene avesse cantato in un precedente film, questa fu in effetti la prima pellicola in cui Chaplin ebbe dialoghi parlati.
Chaplin decise di usare l'esperanto per tutte le scritte e le insegne che compaiono nel ghetto, per dare un senso di universalità alla sua denuncia dell'ingiustizia, oltre che per non far vedere chiaramente che si trattava della Germania.
Sono presenti nel film degli elementi all'epoca censurati, come gli espliciti riferimenti alla persecuzione antisemita e le scritte "jew" sulle vetrine dei negozi. Il film uscì con il mutamento degli equilibri politici tra nazioni, rispetto all'epoca in cui Chaplin aveva cominciato a lavorare alla sceneggiatura. Il nazionalsocialismo era ormai considerato nei Paesi Alleati un nemico e osservato con timore. Vi fu perciò tra gli analisti chi accusò Chaplin d'essere stato troppo leggero nell'affrontare argomenti così delicati. Una volta finita la guerra, quando cominciarono a essere svelate le crudeli verità del nazismo, Chaplin dichiarò: "Se avessi saputo com'era spaventosa la realtà dei campi di concentramento, non avrei potuto fare Il grande dittatore; non avrei trovato niente da ridere nella follia omicida dei nazisti".
Il film, sceneggiato tra il 1936 e il 1939 e girato nei mesi immediatamente successivi, risente molto di ciò che si sapeva in quei tempi del nazismo: come tale alcuni eventi all'epoca percepiti come molto importanti oggi sono stati quasi addirittura dimenticati (come il riferimento al primo tentato "anschluss" dell'Austria del 1934, noto come il putsch di luglio, in cui Mussolini e Hitler vennero quasi alla guerra, per la decisione di quest'ultimo di uccidere in maniera plateale il cancelliere Engelbert Dollfuß, scatenando lo sdegno del mondo intero; altro esempio è l'allusione nel film alle bravate amorose di Hinkel/Hitler come a delle possibili compensazioni di difetti fisici, possibile riferimento anche a un possibile monorchidismo di cui già all'epoca si dibatteva, tanto da rendere famosa già durante la seconda guerra mondiale la canzone "Hitler Has Only Got One Ball"), mentre altri fatti che all'epoca non erano ancora conosciuti oggi sono diventati capitali (oltre al già citato Olocausto, alla relazione con Eva Braun, etc.).

## Colonna sonora

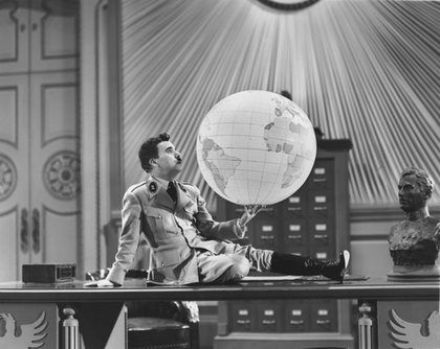
Una famosa scena del film: Hynkel gioca con il mappamondo.

In una scena del film di Charlie Chaplin taglia la barba a un suo cliente a ritmo di musica: il brano è la Danza ungherese n. 5 di Johannes Brahms.
Nella celeberrima sequenza in cui Hynkel gioca con il mappamondo, il brano d'accompagnamento è l'ouverture del Lohengrin di Richard Wagner, poi ripresa anche nella sequenza finale. L'autore tedesco era il compositore preferito in assoluto del dittatore nazista.

## Distribuzione

### Date di uscita

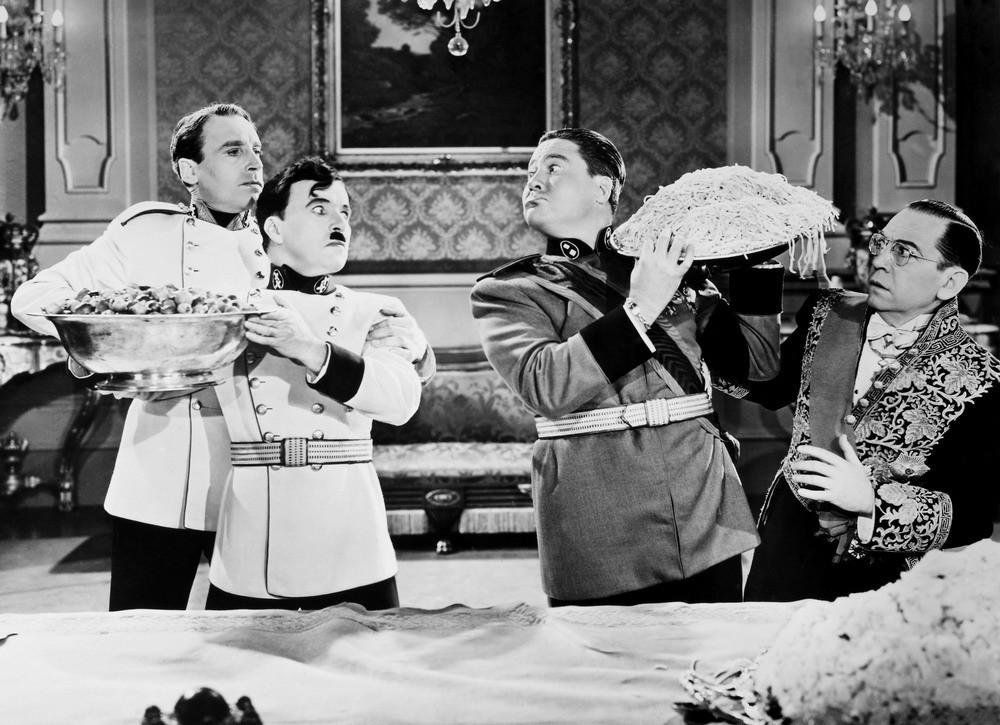
Hynkel e Napaloni si fronteggiano lanciandosi addosso delle vivande

Il film uscì nelle sale statunitensi il 15 ottobre 1940, venendo però vietato in quasi tutta l'Europa dal 1940 al 1945 a causa della censura nazifascista che ne proibì la distribuzione.
In Italia il Minculpop emanò la disposizione di "ignorare la pellicola propagandistica dell'ebreo Chaplin", in accordo con la diceria - peraltro falsa - su una sua origine semitica. La riedizione de Il grande dittatore del 1960 subì il taglio della censura, escludendo le scene dove appare la moglie di Napaloni, chiaro riferimento alla vedova ancora vivente del dittatore italiano.
Nel Regno Unito il film venne inizialmente censurato per timore di peggiorare i già difficili rapporti diplomatici con la Germania; tuttavia proprio lo stesso anno la situazione tra i due belligeranti precipitò irreparabilmente e così, affrancata dalla censura, la pellicola vide la sua prima proiezione a Londra già nel 1941.

### Edizione italiana
La prima edizione italiana del film fu ridotta a 100 minuti circa; i tagli riguardarono, tra le altre cose, anche il discorso finale, che fu quasi dimezzato. Il primo doppiaggio italiano, che venne eseguito nel 1949 dalla C.D.C., si prese qualche libertà nell'adattamento.
Nel 1972 il film fu rieditato nei cinema in una versione da 110 minuti, privato di tutte le scene in cui appare Grace Hayle, forse per non urtare la sensibilità di Rachele Guidi, all'epoca ancora in vita. Il nuovo doppiaggio, diretto da Roberto Bertea su dialoghi di Roberto De Leonardis, fu eseguito negli stabilimenti Fono Roma con la partecipazione della C.V.D. Furono incrementate le similitudini di Napaloni con Mussolini, ribattezzandolo "Bonito Napoloni" e facendolo diventare dittatore di "Batalia". Inoltre gli venne assegnato un accento romagnolo e il soprannome che dà a Hynkel fu cambiato da Hinky a Hinkelino. Lo stesso doppiaggio fu riutilizzato nel 2002, quando il film venne ridistribuito in versione integrale e restaurata dalla BiM Distribuzione. Le scene mancanti furono doppiate per l'occasione direttamente negli Stati Uniti da un gruppo di attori italoamericani, ignorando completamente i suddetti cambiamenti nel personaggio di Napaloni.
Nel 1988 il film fu ridoppiato per un'edizione integrale in VHS edita dalla Skema. Il doppiaggio, utilizzato solo in tale occasione, fu diretto da Patrizia D'Agostino e Umberto Fizz su dialoghi dello stesso Fizz. Essi sono basati sulla versione francese e presentano alcuni errori di traduzione, inoltre il nome di Hynkel diventa Astolf, Napaloni diventa Napoleoni (senza alcun riferimento al nome di battesimo) e lo Stato di cui è dittatore viene chiamato Patania, l'Ostria fu cambiata in Austria e Garbitsch fu ribattezzato Gabritsch.
La Cineteca di Bologna, per il progetto Il Cinema Ritrovato, ha promosso il restauro della pellicola presentandola in anteprima al Cinema Odeon di Firenze l'8 gennaio 2016 e distribuendola nelle sale italiane a partire dall'11 gennaio 2016, nella versione originale con i sottotitoli. Subito dopo ne è stato distribuito il relativo DVD con un libro di approfondimenti.

## Accoglienza

### Incassi
Malgrado le difficoltà di distribuzione, Il grande dittatore è stato il film di maggiore successo commerciale di Chaplin, riconosciuto da critica e pubblico il suo più bello e significativo. È ritenuto uno dei capolavori della storia del cinema.

### Critica
Il film è generalmente considerato e studiato, sia per tecnica filmica sia per narrazione letteraria, come un capolavoro che affronta da una prospettiva inedita la drammatica realtà sociale dell'epoca.
Scrive Anna Fiaccarini nell'Enciclopedia del Cinema:
Non basta però la parodia a esorcizzare l'incubo del nazismo: Chaplin, nella sequenza finale [...] pronuncia con ardore parole di denuncia e di lotta ai soprusi. Il passaggio brusco da un registro all'altro lascia interdetti i critici e gli spettatori, ma la forza del discorso è proprio in questo strappo.»

## Riconoscimenti
- 1941 - Premio Oscar
  - Candidatura come miglior film alla Charlie Chaplin Production
  - Candidatura come miglior attore protagonista a Charlie Chaplin
  - Candidatura come miglior attore non protagonista a Jack Oakie
  - Candidatura come migliore sceneggiatura originale a Charlie Chaplin
  - Candidatura come migliore colonna sonora a Meredith Willson e Charlie Chaplin
- 1940 - National Board of Review Award
  - Migliori dieci film
- 1940 - New York Film Critics Circle Award
  - Miglior attore protagonista a Charlie Chaplin

## Influenza culturale
Essendo uno dei film più celebri della storia del cinema, la pellicola è stata citata in vario modo in numerose opere cinematografiche e non.
Nel fumetto La Lega degli Straordinari Gentlemen, Adenoid Hynkel appare come uno dei principali antagonisti, svolgendo le veci di Hitler nell'universo immaginario in cui è ambientata la serie.
Il discorso all'umanità è mostrato nel film di animazione Yaya e Lenni diretto da Alessandro Rak.